# Lewek Constellation
Lewek Constellation – глибоководне трубоукладальне судно, також обладнане краном великої вантажопідйомності.

## Історія та характеристики
Судно спорудили у 2014 році на замовлення EMAS Chiyoda Subsea (ECS), спільного підприємства Ezra Holdings Limited та японської Chiyoda Corporation. Будівництво корпусу відбувалось на в’єтнамській верфі SOFEL у місті Вунгтау, після чого в Китаї на верфі компанії Huisman China (Чжанчжоу, провінція Фуцзянь) змонтували щогловий кран вантажопідйомністю 3000 т. Цю операцію виконали за допомогою встановленого на причальній стінці верфі крану, який має власне ім’я Skyhook (та вантажопідйомність 2400 т). 

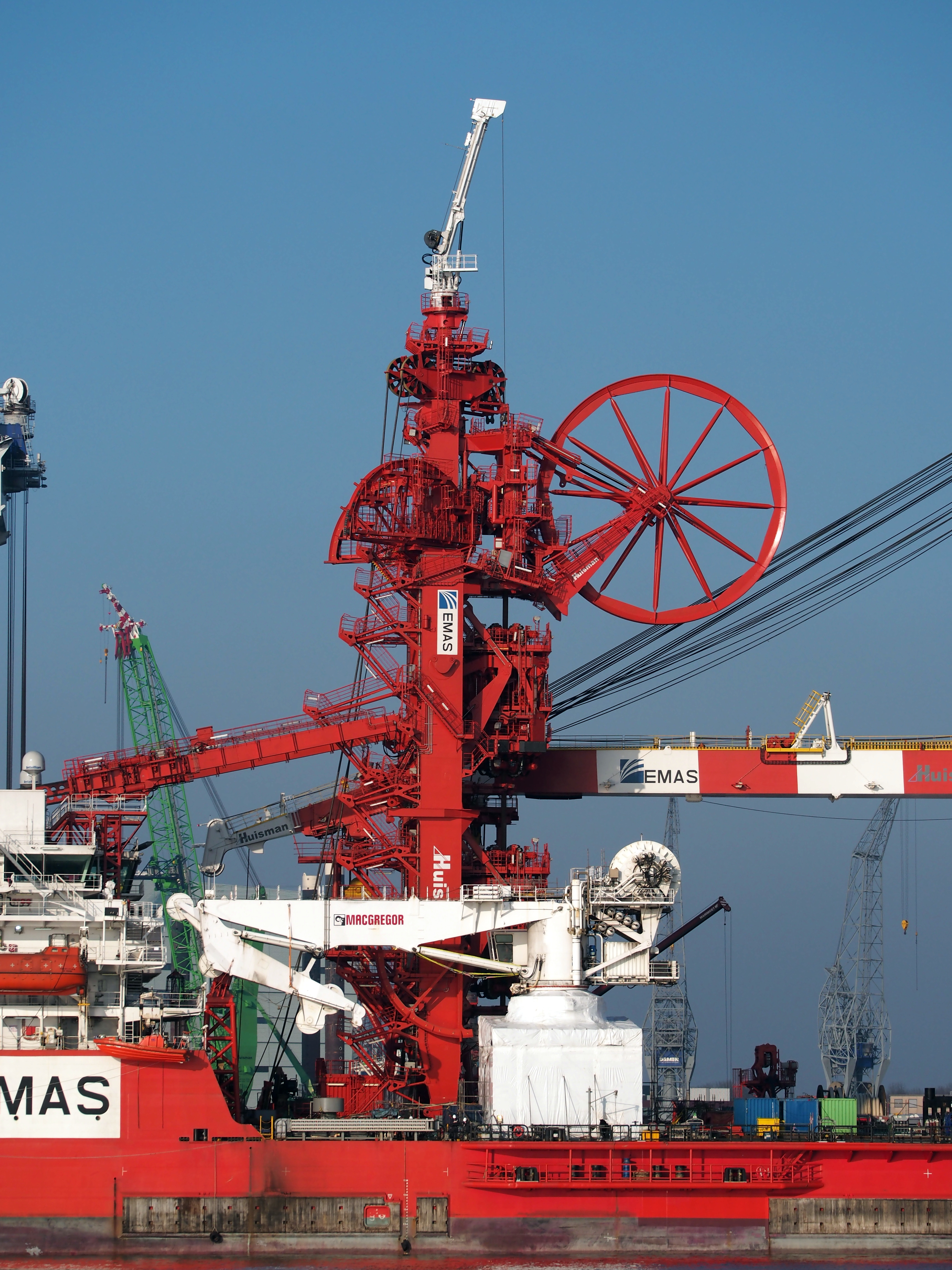
Трубоукладальна вежа

А через кілька місяців в Нідерландах на верфі Huisman в Східамі за допомогою власного щоглового крану та плавучого крану великої вантажопідйомності Matador 3 провели монтаж іншого важливого елементу судна – трубоукладальної вежі вантажопідйомністю 800 т.

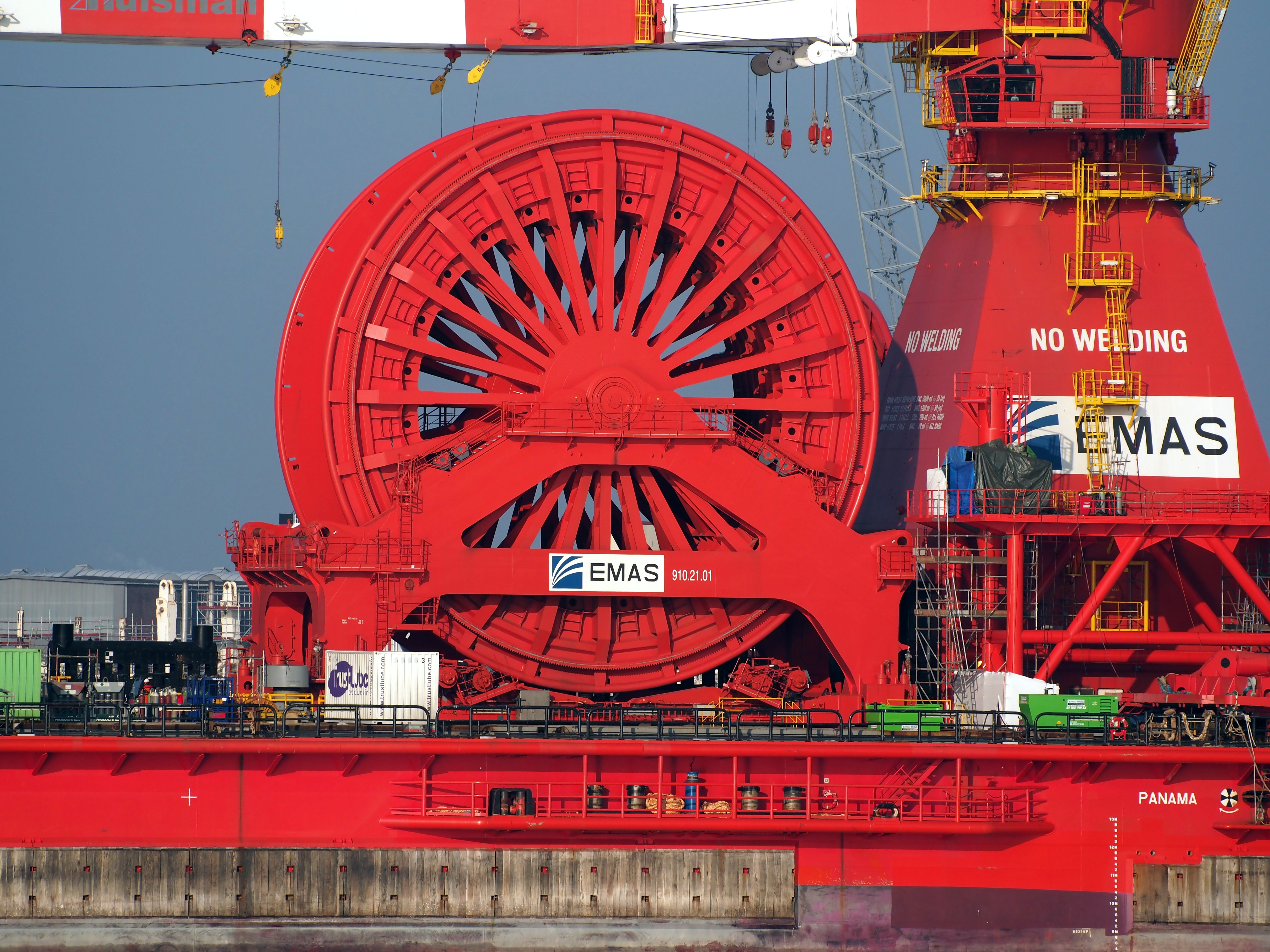
Карусель для гнучких труб

Судно здатне здійснювати укладання як жорстких, так і гнучких труб з діаметрами від 100 мм до 400 мм (жорсткі) або 600 мм (гнучкі). Воно може одночасно прийняти чотири блоки труб вагою по 1200 т або дві каруселі з гнучкими трубами по 1250 т кожна. Його робоча палуба має площу 4600 м2 (без урахування місця, зайнятого каруселями) і розрахована на максимальне навантаження 10 т/м2.
Судно має два дистанційно керовані підводні апарати (ROV), здатні виконувати завдання на глибинах до 3000 метрів (за іншими даними — до 4000 метрів).
Пересування до місця виконання робіт здійснюється із максимальною швидкістю до 12,5 вузлів, а точність встановлення забезпечується системою динамічного позиціювання DP3.
Силова установка складається з двох головних двигунів типу MAK 12M32C потужністю по 5,76 МВт та цілого ряду допоміжних: шести MAK 6M32C по 2,88 МВт, чотирьох Hyundai PowerGen по 2,57 МВт та одного Caterpillar C32 у 0,79 МВт.
На борту наявні каюти для 239 осіб. Доставка персоналу та вантажів може здійснюватись з використанням гелікоптерного майданчика судна, який має розміри 27,5х27,5 метра та розрахований на прийом машин типу Sikorsky S92/S61N.
В березні 2018 року італійська компанія Saipem, відома своїм флотом для обслуговування офшорної нафтогазової промисловості, уклала угоду щодо придбання Lewek Constellation.

## Завдання судна
Вже під час переходу з Китаю в Нідерланди для дообладнання (встановлення трубоукладальної вежі) судно виконало перше завдання використовуючи свій щогловий кран. Біля західного узбережжя Африки воно змонтувало опорні основи («джекети), надбудови («топсайди»), факельні вежі та житлові блоки двох платформ, призначених для розробки габонських нафтових родовищ за проектами Етаме та Southeast Etame/North Tchibala (“SEENT”). Крім того, змонтували нові житловий блок та блок газліфту на плавучу установку з підготовки, зберігання та відвантаження нафти FPSO Nautipa.
Після остаточного дообладнання на початку весни 2015-го судно попрямувало до Мексиканської затоки, де отримало замовлення від компанії Noble Energy на під’єднання трьох нафтових родовищ – Big Bend, Dantzler та Gunflint. В межах проекту було потрібно прокласти 130 км трубопроводів та 100 км гнучких ліній на глибині до 2200 метрів.
Під час виконання зазначеного вище завдання Lewek Constellation у липні 2015-го залучили для встановлення газліфтної установки вагою 160 т на платформу родовища Thunderhawk.
Восени 2015-го біля західного узбережжя Австралії судно проклало шлангокабель (umbilical, призначений для подачі електроенергії, гідравлічних зусиль та управляючих сигналів) між родовищем Джулімар та процесинговою платформою.